# Alopecosa lindbergi
Alopecosa lindbergi är en spindelart som beskrevs av Roewer 1960. Alopecosa lindbergi ingår i släktet Alopecosa och familjen vargspindlar.
Artens utbredningsområde är Afghanistan. Inga underarter finns listade i Catalogue of Life.